# بارثولوميو كوما
بارثولوميو كوما هو أحد شخصيات انمي ومانغا ون بيس، وهو أحد التشيبوكاي السبعة سادة البحار، والذي يلقب بالطاغية كوما. وهو عضو سابق في الجيش الثوري وتربطه علاقة مع مونكي دي دراجون. وقد قامت حكومة العالم بنسخه ليكون سلاح بشري قاتل، وهو سايبورغ بواسطة العالم العبقري «فيجابانك». وهو ميت الآن لأنه تحول بالكامل إلى سايبورغ أي ان روحه الحقيقية قد ماتت.

## البطاقة الشخصية
- الاسم باليابانية: バ ー ソ ロ ミ ュ ー · く ま
- الاسم بالأنجليزية: Bartholomew Kuma
- الاسم بالعربية: بارثولوميو كوما
- العمر: 47 سنة (حاليا)، 45 سنة قبل عامين
- الطول: 686سم
- المكافأة: 296.000.000 بيلي (سابقا)
- الانتمائات: التشيبوكاي، الجيش الثوري (سابقا)
- المهنة: تشيبوكاي، عضو في الجيش الثوري (سابقا)
- يوم الميلاد: 9 فبراير
- فاكهة الشيطان: فاكهة نيكيو نيكيو نومي (المخلب أو الوسادة) أو فاكهة باو باو
- نوعها: باراميسيا

## نبذة عنه
كوما هو رجل ضخم جدا وطويل جدا بشكل لا يصدق وهو أطول تشيبوكاي متبقي حاليا (لكنه كان أقصر من تشيبوكاي السابق جيكو موريا) وهو دائما يحمل كتاب معه ومظهره بصورة عامة يشبه الدب، وهو يرتدي دائما نظارات زجاجية لا تظهر عيونه منها ابدا، ويرتدي قبعة فيها زوج من الاذنين ولديه شعر منفوش ومجعد، وهو يرتدي سترة سوداء كبيرة حول جسمه في وسطها دائرة بيضاء. يرتدي بنطال لونه بني فاتح جدا ومنقط بنقاط لونها بني داكن، ويرتدي كوما احذية بنية داكنة اللون. 
و أيضا كوما شخص هادئ جدا على الرغم من سمعته ولقبه كطاغية، وهو أيضا يبدو خيرا عكس بقية التشيبوكاي، وأيضا هو لم يقتل قراصنة قبعة القش في مناسبتين، وهو دائما ما يسأل عدوه إذا كان إلى اين يريد الذهاب في رحلة وذلك بفضل قوة فاكهة الشيطان الخاصة به، واحيانا يرسل الشخص إلى مكان يختاره هو. وعلى الرغم من انه يطيع حكومة العالم لكنه يكره الشر وقد تنبأ بأن انضمام مارشال دي تيتش لالتشيبوكاي هو أمر سيئ، على الرغم من فراغ منصب كروكودايل، وأيضا كوما لا يطيع قوات البحرية كما فعل عندما لم يجب على سؤال الإدميرال كيزارو في أرخبيل شابوندي، وأيضا يعتبر كوما أحد اسرار ون بيس وأيضا لم يفصح عن سبب قبوله كي يتحول لى باسيفيستا، ومن ثم تبين انه كان في الجيش الثوري قد كان صديقا لكل من رئيس الجيش الثوري مونكي دي دراجون وإيفانكوف، لكن خلال حرب المارينفورد قام كوما بمهاجمة إيفانكوف وقد وضح التشيبوكاي «دون كيهوتي دوفلامنجو» بأن كوما ميت اساسا، وبعد عامين قال سينتمارو بأن كوما كان يتصرف بغرابة خلال العامين الماضيين، وأيضا قام كوما بحماية سفينة «ساني جو» لقراصنة قبعة القش. أصبح حالياً أحد عبيد التنانين السماوية وذلك في الفصل 908 من مانجا ون بيس 

## علاقاته

### قراصنة قبعة القش
في البداية عندما قام كوما بمهاجمة قراصنة قبعة القش في ثريلر بارك، طلب منهم ان يعطوه رأس لوفي ويتركهم لكنهم رفضوا لذلك هزمهم جميعا وبعدها طلب رورونوا زورو من كوما ان يأخذ رأسه، لكن كوما سحب جميع الألم الموجود في لوفي وقال لزورو انه سيعطيه اياه دفعة واحدة وان تحمله سيترك لوفي والباقين وقد تمكن زورو من تحمل الالم وتركهم كوما. وأيضا في ارخبيل شابوندي كان قراصنة قبعة القش محاصرون من قبل الإدميرال كيزارو والباسيفيستا وسينتمارو، لكن كوما قام بأخفائهم جميعا وفرقهم كي يضلوا احياء.

### التشيبوكاي
كوما لا يتحدث مع بقية التشيبوكاي مثل ميهوك، بوا هانكوك ودون كيهوتي دوفلامنجو وهو لا يتفاعل معهم.

### جيكو موريا
و قد تبين بأن كوما لديه شراكة مع التشيبوكاي السابق جيكو موريا وهو الشخص الوحيد الذي يتفاعل معه من التشيبوكاي، لكن موريا قال لكوما بأنه أصبح كلب حكومة ورغم ذلك كوما قد حاول مساعدة موريا وحذره من قراصنة قبعة القش، وقد تبين ان موريا يعرف كوما جيدا ويعرف قوته حيث عرف عندما سأله إلى اين يريد أن يذهب.

### فيجابانك
كان كوما على علاقة جيدة مع العالم العبقري المجنون فيجابانك، وفيجابانك هو من قام بتحويل كوما إلى سايبورغ، وقد تبين بان فيجابانك يحترم قوة كوما.

## قوته وقدراته
كوما شخصية قوية جدا بما فيه الكفاية ليصبح أحد الشيشيبوكاي السبعة، وأيضا هو يمتلك جسد سايبورغ قوي جدا لكي يتحمل الضربات أي ان قوته الجسدة هائلة، ويمتلك كوما سرعة فائقة خياليا لدرجة ان نامي لم تره عندما تحرك وهو أحد اسرع شخصيات ون بيس، وقد تمكن من هزيمة جيمع قراصنة قبعة القش بسهولة شديدة في ثريلر بارك، أيضا يمتلك كوما سمعة سيئة جدا حيث أن القرصان المشهور يوستاس كيد بدى منزعجا عندما رأى كوما في شابوندي (لكنه كان باسيفيشتا فتصوره كوما) على الرغم من ان مكافأة كيد وقتها (315.000.000 بيلي) كانت اعلى من مكافأة كوما (السابقة طبعا)، وأيضا يمتلك كوما معرفة جغرافية واسعة حيث أنه يعرف الإمكان التي يرسل إليها الشخص المطلوب.

### فاكهة الشيطان
اكل كوما من فاكهة نيكيو نيكيو نومي من نوع الباراميسيا وتعني القطة أو المخلب وضغط الهواء، وهو قادر على دفع أي شيء حتى الهواء، وأيضا تمكنه من عكس الهجمات بواسطة يده بسهولة تامة، وأيضا هي تساعده على التحرك بسرعة شديدة ربما عن طريق دفع نفسه، وأيضا كوما قادر على سحب الالم من الشخص بواسطة يده. أيضا هو قادر على اخفاء أي شخص بواسطة لمسة واحدة ويذهب الشخص فورا إلى المكان المطلوب حيث يطير لعدة أيام. ويمكن لكوما إرسال الموجات التي هي على شكل مخلب القط، وهي قوية جدا تخترق الصخور بسهولة، واخيرا تبين بأن كوما قادر على صنع قنابل متفرجة هائلة القوة بواسطة الضغط حيث يصنع كرة كبيرة جدا ومن ثم يجعلها صغيرا ويرسلها على خصمه ومن ثم تنفجر مكونة انفجار هائل جدا وقد ظهرت أول مرة في ثريلر بارك وأيضا ظهرت ضد أورز الصغير حيث فجرت جسده العملاق. وأيضا كسايبورغ كوما قادر على معرفة اسم القرصان المطلوب والمكافاة التي على رأسه، أيضا قام فيجابانك بتعديل كوما واعطائه بعضا من قدرة فاكهة بيكا بيكا نومي الخاصة بالأدميرال كيزارو، لكن كوما قادر على إطلاق الشعاع من فمه فقط وهو شعاع قوي جدا وهو بنفس سرعة ضوء كيزارو، وكوما هو شخصية قوية جدا جدا لم تهزم حتى الآن وأحد اقوى شخصيات ون بيس على الإطلاق.

## معاركه
- بارثولوميو كوما ضد بيرونا والزومبي

الموقع: ثريلر بارك

النتيجة: فوز كوما بسهولة
- بارثولوميو كوما ضد قراصنة قبعة القش وقراصنة التداول (رولنج)

الموقع: ثريلر بارك
النتيجة: فوز كوما بسهولة
- بارثولوميو كوما ضد رورونوا زورو

الموقع: ثريلر بارك

النتيجة: فوز كوما بسهولة
- بارثولوميو كوما وبي اكس 1 ضد قراصنة قبعة القش

الموقع: أرخبيل شابوندي

النتيجة: فوز كوما وبي إكس 1 بسهولة
- بارثولوميو كوما، جيكو موريا ودوفلامنجو ضد أورز الصغير

الموقع: ساحة المارينفورد

النتيجة: فوز كوما وموريا ودوفلامنجو بسهولة
- بارثولميو كوما ضد إيفانكوف

الموقع: ساحة المارينفورد

النتيجة: فوز كوما
- بارثولوميو كوما ضد كل من هاجم سفينة ساني جو

الموقع: أرخبيل شابوندي

النتيجة: فوز كوما بصعوبة شديدة

## في وقت مبكر من ون بيس
أودا كشف بأنه كان مقررا سابقا جعل كوما أحد وحوش القرصان الاسد الذهبي «شيكي» ولكن غير رأيه.

## هوامش
- اسم بارثولوميو كوما مشتق من اسم الحقيقي بارثولوميو روبرت القرصان السابق.
- بعد أن تم فصل جيكو موريا أصبح كوما اقدم وأطول تشيبوكاي.
- كوما هو الشخص الوحيد الذي كان تابعا للقراصنة، الجيش الثوري، مشاة البحرية والتشيبوكاي.
- في الاستطلاع الخامس في اليابان لون بيس لأكثر شخصية شعبية حصل كوما على المركز 85.
- كوما هو أول سايبورغ يظهر في السلسلة